# آی‌بازار
آی‌بازار (ترکی آذربایجانی: Ayıbasar) یک منطقهٔ مسکونی در جمهوری آرتساخ است که در استان کاشاتاق واقع شده‌است.